# 造船奨励法
造船奨励法（ぞうせんしょうれいほう、明治29年3月24日法律第16号）は、造船工業育成のために、基準を満たす優秀船の建造や船舶用エンジンの製造をした造船所に対する補助金の交付に関する日本の法律。
1896年（明治29年）3月24日に公布され、15年間の限時法として制定され、改正による10年間の期間延長を経て1919年（大正8年）まで効力を有した。

## 沿革
明治維新後、日本政府は、経済上及び国防上の観点から海運業と造船業の近代化を進めており、早くも1869年（明治2年）10月には太政官布告で、西洋式帆船や蒸気船の建造と購入を奨励していた。しかし、当時は日本の重工業全体の発達が未熟であり、造船材料の不足や造船技術の低さから、外国船の輸入が中心であった。1870年代後半には民間造船所も設立され始めたが、建造されたのは沿岸用の小型木造船が中心で、しかも時代遅れの帆船が多くを占めた。1887年（明治20年）にようやく官営造船所の払い下げがされたものの、これらの造船所でも沿岸用の小型木造蒸気船の建造や修理が業務のほとんどであった。
1894年（明治27年）の日清戦争で、日本は国内保有船腹16万トン余りの状態で開戦を迎え、船舶不足に悩まされた。そこで、日本政府は、国防上の見地から海運業と造船業の育成に一層の努力をした。1893年（明治26年）に日本初の遠洋定期航路であるボンベイ航路が開設されたのを機に、民間からも海外航路拡張に向けた海運と造船の保護強化が強く求められるようになっていた。そして、1896年（明治29年）3月、東京商工会議所などからの建議に応える形で、15年間の限時法として造船奨励法が制定された。同時に優秀船の航海を助成する航海奨励法も成立し、いずれも同年10月1日から施行された。
造船奨励法は、施行期間満了が近づいた1909年（明治42年）に改正され（明治42年法律第16号）、対象船舶の大型化や鉄製船の除外など基準見直しがあった。施行期間も1910年（明治43年）1月1日からの10年間へ延長された。第一次世界大戦による船舶需要増大で日本の造船業が飛躍的に成長する中、1917年（大正6年）7月24日に奨励金の交付が停止された（大正6年法律第29号）。そのまま1919年（大正8年）12月末日をもって、造船奨励法は施行期間が満了した。その後は、関税定率法改正による船舶用鋼材等の輸入税免除や、製鉄業奨励法改正による国産船舶用鋼材への補助金交付を通じた、間接保護政策へ切り替えられた。

## 内容と影響
造船奨励法は、一定の基準を充たす優秀船の建造を行った日本の造船所に対し、造船奨励金と称する補助金を交付した。制定当初の基準では、総トン数700トン以上で造船規程に適合した鋼製または鉄製の船の建造が対象であった（第2条）。奨励金の交付額は、総トン数1000トン未満の場合には1トン当たり12円、1000トン以上の場合には1トン当たり20円とし、船体だけでなく搭載するエンジンもあわせて製造した場合には1馬力につき5円が追加交付された（第3条）。1909年（明治42年）の改正後は総トン数の最下限を1,000トンに引き上げ、鉄製船は除外されたほか（改正後第2条）、艤装品も原則国産が要求された（改正後第4条）。奨励金率は11-22円の範囲で命令により定めることとなり（改正後第3条）、客船・貨物船の区別および船の資格の差に応じて総トン数1トンあたり11-20円に細分化されている。なお、奨励金の詐取に関して罰則規定が当初から置かれている（第5条）。
本法の目的である船舶の国産拡大は、一定の成果を収めた。1898年（明治31年）には日本での年間汽船建造量が1万トンを超えた。1899年（明治32年）には、さらなる間接奨励策として航海奨励法が改正され、航海奨励法による助成額が輸入船は国産船の半額に引き下げられた。この航海奨励法改正は海運業にとって大きな打撃となった一方、造船業にとっては有力な支援であった。国内造船所の受注増加で1901年（明治34年）には汽船建造量が3万トンに達し、初めて輸入船量を上回った。1909年（明治42年）に制定の遠洋航路補助法では助成対象が原則として国産船に限られ、同年限りの航海奨励法の廃止と併せて、船舶の国産化が一段と進んだ。法令施行中に適用を受けて製造された船数は267隻、総トン数約100万トンに上った。総トン数999,322トン、実馬力763,868馬力、奨励金支出額は23,099,499円に達している。

## 関連文献
- 寺谷武明「日本造船業成立期における政府と企業 -造船奨励法と石川島造船所-」『経営史学』第2巻第2号、経営史学会、1967年、85-119頁、doi:10.5029/bhsj.2.2_85。